# Josef Haas
Josef Haas   (Marbach, 3 d'agost de 1937 - Marbach, 18 de gener de 2024) fou un esquiador de fons suís que va competir durant la dècada de 1960.
El 1968 va prendre part en els Jocs Olímpics d'Hivern de Grenoble, on va disputar tres proves del programa d'esquí de fons. En els 50 quilòmetres guanyà la medalla de bronze, mentre en els 4x10 quilòmetres fou cinquè i en els 30 quilòmetres divuitè.
En el seu palmarès també destaca un campionat nacional.